# 皮莉·培尼亚
皮莉·培尼亚（西班牙語：Pili Peña，1986年4月4日—），西班牙女子水球运动员。她曾代表西班牙国家队参加2012年、2016年和2020年夏季奥林匹克运动会水球比赛，共获得二枚银牌。